# Tucheng

Situation du district dans Nouveau Taipei.

Tucheng (chinois traditionnel : 土城區 ; pinyin : Tǔchéng Qū) est un district de la ville de Nouveau Taipei, à Taïwan.

## Géographie
- Superficie : 29,56 km2
- Population : 238 806 habitants (mars 2010)